# In-Cultura.com

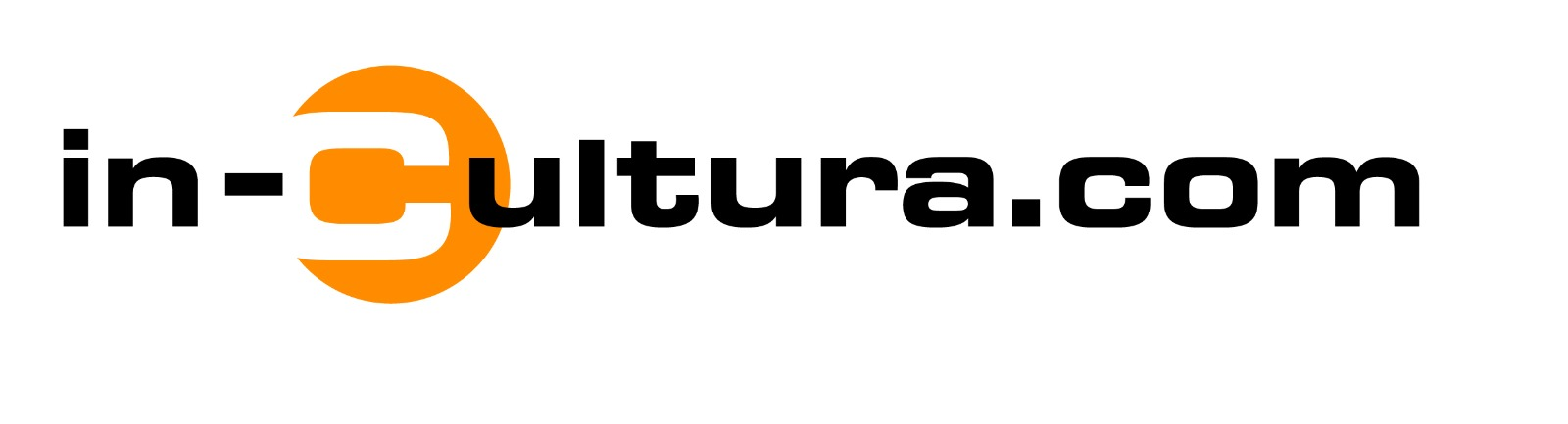
Logo Verlag in-cultura.com

Der Verlag in-Cultura.com, gegründet in Hamburg, geht aus verschiedenen Fusionen seit dem Jahr 1970 zurück. Die abschließende Benennung in den heutigen Unternehmensnamen in-cultura.com wurde im Jahre 2004 vollzogen.

## Geschichte

### Gründung des Magazins „Kultur für alle“
Als das Magazin „Kultur in Hamburg“, 1970 noch unter dem Einführungstitel „Kultur für alle“ gegründet, erstmals auf den Markt kam, war die heutige Kulturbehörde der Freien und Hansestadt Hamburg noch ein Referat in einer anderen Behörde, also nicht selbstständig. Mitarbeiter der Abteilung überlegten sich, die Hamburger Kulturszene und die hier entstehende Kunst zu fördern und ein Programm herauszubringen, das interessierten Hamburgern und Besuchern der Stadt den Weg durch die Kultur in und um Hamburg zeigte. Das Magazin wurde erst von einer Arbeitsgruppe zusammengestellt und durch die Behörde herausgegeben, bis es ab 1980 unter demselben Titel beim „Hans Christians Verlag“ in Hamburg, der als „Hans Christians Druckerei und Verlag“ bereits 1740 von Conrad Wörmer gegründet worden war, bis 1988 verlegt. Bis dahin handelte es sich um ein zehnmal im Jahr (Gemeinschaftsaufgabe für Juni, Juli und August) erscheinende Periodika, die anfänglich kostenlos abgegeben wurde und einen Umfang bis zu 32 Seiten hatte. Der Druck erfolgte in schwarzweiß und mit einer oder zwei Zusatzfarben. Ab der Januarausgabe 1988 übernahm der „Konkret Literatur Verlag GmbH“ die Herausgabe des Magazins unter dem Titel „Kultur in Hamburg“ unter der Verantwortung der Verlegerin Dorothee Gremliza, die für die Inhalte verantwortlich zeichnete. Per 1. Januar 1992 wurde das Magazin an Stephan Reisberg verkauft, in dessen Eigentum der Titel noch heute liegt, und seitdem von der „Nord-Magazin Verlagsgesellschaft mbH“ herausgegeben wurde, bis es zur Gründung der „Kultur in Hamburg“ Verlagsgesellschaft mbH kam, die beide Publikationen („Nord-Magazin für Kultur, Politik und Wirtschaft“ und „Kultur in Hamburg“) herausgab und zuletzt zusammenführte.

### Gründung des Vereins „Kultur aktuell“ – Verein zur Förderung des kulturellen Lebens in Hamburg e. V.
Parallel zu dem erst einmal kommunal finanzierten Kulturmagazin „Kultur für alle“ entstand „Kultur aktuell – Verein zur Förderung des Kulturellen Lebens in Hamburg e. V.“, dessen so genannte Service-Teilnehmer gleichsam auch Abonnenten des Magazins wurden. Der erste Mitgliederausweis wurde für Frau Daniela Westphal-Reichow, Ehefrau des Rechtsanwalts und Wirtschaftsminister Schleswig-Holsteins a. D., Jürgen Westphal, mit der Nummer 1/270028 ausgestellt. Westphal-Reichow war Gründungsmitglied des Vereins. Ihr Anliegen war es, gemeinsam mit weiteren aktiven Vereinsmitgliedern, es Menschen zu erleichtern, sich an der Kunst und Kultur zu beteiligen, ihnen, einer gemeinnützigen Theaterkasse gleich, Theater- oder Konzertkarten zu vermitteln und – gerade bei wirtschaftlich schwächer gestellten Familien – diese zu bezuschussen, was durch die zahlreichen Beiträge der zuletzt über 2.000 Serviceteilnehmer und deren Spenden ermöglicht wurde. Von Januar 1990 bis Dezember 1999 war François Maher Presley 1. Vorsitzender des Vereins, der, aufgrund seiner hohen Wirtschaftlichkeit und Überschüsse zuletzt einem Wirtschaftsbetrieb gleich als Verein aufgelöst und in die „Kultur in Hamburg“ Verlagsgesellschaft überführt wurde, die den Kulturservice und die Kulturförderung beibehielt.

### Gründung der „Nord-Magazin“ Verlagsgesellschaft mbH
Im August 1988 erschien das „Nord-Magazin für Kultur, Politik und Wirtschaft“, unter der ISSN 0936-5427, zum ersten Mal als Gemeinschaftsausgabe für August/September und dann in Folge bis August/September 1992 jeweils sechsmal im Jahr. Die Herausgabe geht auf die Gründung des Projektes durch die damalige Kulturdeputierte in der Hamburger Kulturbehörde Hedda Guhr und den Autor François Maher Presley zurück. Das DIN A4 hoch große Format erschien anfänglich mit 52 Seiten Umfang, einem farbigen Titel und innen schwarzweiß und entwickelte sich bis zu seiner Einstellung im August/September 1992 auf einen Seitenumfang von 74 Seiten und einem Vierfarbdruck. Zu Beginn der Herausgabe erschien das Blatt noch im „François Maher Presley Verlag“, dessen Namensgeber im ersten Jahr auch als Herausgeber und Chefredakteur fungierte. Von August 1988 bis Juni 1989 arbeitete der Schriftsteller Hans Eppendorfer – ab Februar 1989 als Chefredakteur – an dem Magazin mit. Aufgrund von inhaltlichen Differenzen übernahm der Hochschulprofessor Michael Haller anschließend die Aufgaben des Herausgebers, François Maher Presley die des Chefredakteurs. Im Juli/August 1990 wurde der „François Maher Presley Verlag“ in die „Nord-Magazin Verlagsgesellschaft mbH“ überführt. Das gleichnamige Magazin wurde bis zu seiner Zusammenführung mit dem Magazin „Kultur in Hamburg“ ab September 1992 (im 4. Jahrgang) über diesen Verlag herausgegeben, der anschließend in der neugegründeten „Kultur in Hamburg“ Verlagsgesellschaft mbH aufging. Ebenso wurden die beiden Periodika unter dem Namen „Kultur in Hamburg“ zusammengeführt, dessen DIN A5-Format beibehalten wurde. Obwohl das „Nord-Magazin“ von Anfang an einen sehr hohen inhaltlichen Anspruch verfolgte und große Aufmerksamkeit durch seine sehr kritischen und sozialliberal bis links orientierten Beiträge erhielt, war es ihm nicht möglich, sich allein durch Abonnenten und Anzeigen zu finanzieren, was zuletzt zu dem Entschluss führte, die Magazine, deren Entwicklung zwischenzeitlich auch zu einer inhaltlichen Deckungsgleichheit führten, als eines weiterzuführen. Zudem wurden den Machern eine zu große Nähe zur FDP vorgeworfen, in der besonders Hedda Guhr über viele Jahrzehnte verschiedene Ämter bekleidete.

### Gründung der „Kultur in Hamburg“ Verlagsgesellschaft mbH
Die „Kultur in Hamburg Verlagsgesellschaft mbH“ wurde am 17. November 1992 in Hamburg durch den Eigentümer Stephan Reisberg gegründet und diente als Nachfolgegesellschaft der „Nord-Magazin Verlagsgesellschaft mbH“, deren Geschäftstätigkeiten auf die „Kultur in Hamburg Verlagsgesellschaft mbH“ übergingen. Der Gegenstand des Unternehmens wurde mit der Produktion und dem Handel mit Medienprodukten u. a. angegeben. Zu den übernommenen Geschäftstätigkeiten gehörten auch die Magazine „Kultur in Hamburg“ und das „Nord-Magazin für Kultur, Politik und Wirtschaft“. Beide Magazine wurden nach der Übernahme zu einem Magazin „Kultur in Hamburg“ zusammengeführt. Der Titel „Nord-Magazin“ existierte anschließend nicht mehr selbstständig. Nach dieser Übernahme wurde auch „Kultur aktuell – Verein zur Förderung des kulturellen Lebens in Hamburg e. V.“ aufgelöst, seine Abonnenten und Serviceteilnehmer übernommen, ebenso sein Geschäftsbereich,– die Vermittlung von Theater- und Konzertkarten.
Seit 1996 erweiterte die Gesellschaft ihren Wirtschaftsbetrieb um den Handel mit Kunst und Galeriebedarf und führte im Anschluss Ausstellungen an verschiedenen Orten in Hamburg durch, darunter auch im Torhaus Wellingsbüttel, später dann im Forum Alstertal, ein Kultur- und Wohnprojekt in Hamburg-Poppenbüttel, dass unter der Ägide der Gesellschaft und François Maher Presley mitentwickelt und über sechs Jahre bis Ende 2005 aufgebaut und betrieben wurde.

### Wandlung in die in-Cultura.com GmbH
Am 22. Oktober 2004 wurde der Name der Gesellschaft in „in-Cultura.com GmbH“ geändert, um so dem sich verbreitendem Internet Rechnung zu tragen.
Wenngleich es schon seit Gründung der Gesellschaft vereinzelt zu Buch- und Katalogproduktionen kam, entwickelt sich dieser Verlagsbereich seit 2005 rapide. Bis ins Jahr 2016 erschienen bei der „Kultur in Hamburg Verlagsgesellschaft mbH“ oder der „in-Cultura.com GmbH“ über 100 Publikationen, darunter etwa 60 Bücher zu verschiedenen Fachbereichen oder auch Kunstmappen.
2010 kam die Gesellschaft in wirtschaftliche Strudel, in deren Folge auch das erfolgreich laufende Magazin „Kultur in Hamburg“ eingestellt wurde, was sich wirtschaftlich als Fehlentscheidung herausstellte. Nur langsam erholte sich in-Cultura.com GmbH von den Turbulenzen, beschränkte sich auf den Buchverlag und die Herstellung von Drucksachen aller Art, was die Gesellschaft auf wirtschaftlich sichere Beine stellte. Am 14. Oktober 2015 übernahm Jörg Wolfgang Krönert alle Gesellschaftsanteile und führt die Gesellschaft seitdem auch als Geschäftsführer und Herausgeber.
Zu den Autoren gehören u. a. neben Annemarie Clostermann auch Peter Coryllis, Michael Goldstein, Mathias Hattendorf, Bernhard G. Lehmann, François Maher Presley, Matthias H. Rauert, Thomas von Rothkirch, Ursula Willer oder Autoren, die an Publikationen beteiligt waren wie William Boehart, Erich Braun-Egidus, Hartwig Fiege, Horst Gronemeyer, Barbara Kisseler, Franklin Kopitzsch, Lisa Kosok, Hans-Dieter Loose, Jürgen Rathje, Krista Sager, Christina Weiss.
Publizistisch arbeitet in-Cultura.com GmbH u. a. mit den Künstlern Ferdinando Godenzi (Fotograf), Willibrord Haas (Grafiker), Michael Haller (Maler), Carlos Kellá (Fotograf), Ane Königsbaum (Fotografin und Aktionskunst), Bernhard G. Lehmann, Götz Rakow (Fotograf), Gertraud Wendlandt, Winfried Wolk zusammen.
in-Cultura.com ist Mitglied im Börsenverein des Deutschen Buchhandels.

## Periodika

### Kultur in Hamburg
Wurden in den ersten 22 Jahren des Bestehens des Magazins fast ausschließlich Veranstaltungsankündigungen veröffentlicht, so entwickelte es sich seit der Übernahme durch die „Nord-Magazin Verlagsgesellschaft mbH“ mehr und mehr zu einem Kulturmagazin mit starker redaktioneller Prägung im Bereich von Kunst und Kultur. Zudem vergrößerte sich der Umfang wurde von 32 auf zuletzt bis zu 90 Seiten und wurde durchgehend vierfarbig gedruckt. Aufgrund der engen Verflechtung mit „Kultur aktuell – Verein zur Förderung des Kulturellen Lebens in Hamburg e. V.“, der für alle seine Serviceteilnehmer ein Abonnement abschloss, bildete sich ein immer größer werdender zahlender Leserstamm, so dass das Magazin nicht mehr, wie bis zur Übernahme, kostenlos verteilt wurde oder von staatlichen Zuschüssen lebte, sondern durch freie Verkäufe, hauptsächlich Abonnements und Anzeigenwerbung finanziert wurde. Zeitweise hatte es eine verbreitete Auflage von knapp 10.000 Exemplaren laut Angaben des Verlages.
Das Format des Heftes wurde auf DIN A5 hoch festgelegt, es folgte ein durchgehender Vierfarbdruck und parallel dazu wurde der Inhalt, bis dahin aus Vorankündigungen und werblichen Anzeigen bestehend, auf kulturelle redaktionelle Beiträge erweitert, daneben auch auf Reiseberichte. Herausgeber des Magazins war bis zur Einstellung im Jahre 2010 (40. Jahrgang) der Autor François Maher Presley.
Das im Großraum Hamburg im Bereich Kunst und Kultur sehr verbreitete Magazin, erweiterte seine redaktionellen Beiträge im Laufe der folgenden 18 Jahre um Interviews, politische, sozialpolitische und internationale Themen und erhielt von 1992 an, mit der Überführung in die neugegründete „Kultur in Hamburg Verlagsgesellschaft mbH“ die ISSN 0944-6168. Bei dieser Gelegenheit wurde es inhaltlich mit dem „Nord-Magazin für Kultur, Politik und Wirtschaft“ so abgestimmt, dass das letztgenannte Magazin aufgrund seiner Unwirtschaftlichkeit eingestellt werden konnte.
Parallel zur redaktionellen Berichterstattung und der Veröffentlichung von Vorankündigungen, wurde, nach der Fusion (Wirtschaft) der Tätigkeitsfelder von „Kultur aktuell – Verein zur Förderung des kulturellen Lebens in Hamburg e. V.“ und der „Kultur in Hamburg Verlagsgesellschaft mbH“, neben dem Abonnentenstamm auch die Vermittlung von Theater- und Konzertkarten übernommen, die bis dahin vom Verein durchgeführt wurde, zum Teil des Angebotes der Gesellschaft, bestritt „Kultur aktuell“ ohnehin einen kleinen redaktionellen Teil des Magazins selbstständig. Diese Kombination ermöglichte die Finanzierung des Magazins bis zu seiner Einstellung Ende 2010. Diese wurde einerseits mit der starken und zudem kostenlosen Konkurrenz des Internets erklärt, zum anderen damit, dass der Eigentümer der Gesellschaft keine Nachfolge fand, um dieses sehr aufwendige Projekt weiterzuführen. Die „Kultur in Hamburg Verlagsgesellschaft mbH“ erfuhr 2004 eine Namensänderung in die „in-Cultura.com GmbH“.

### Nord-Magazin für Kultur, Politik und Wirtschaft
Das zweimonatlich mit der ISSN 0936-5427 erscheinende Hochglanzmagazin beschäftigte sich redaktionell mit allen anspruchsvollen Kunstgattungen, informiere über Neuheiten auf dem Kunstmarkt, veröffentlichte Kritiken, setzte sich mit der Kulturpolitik ebenso auseinander, wie mit wirtschaftlichen Themen. Besonders hohe Aufmerksamkeit erlangte es wegen seiner sehr unkonventionell deutlich geschriebenen Kritik an der damals herrschenden Kulturpolitik, die oft an der Grenze des Schutzes der Persönlichkeitsrechte der zum Teil dargestellten Personen gingen. Die politisch extrem links angesiedelten Editorials von Michael Haller führten regelmäßig zu Protesten unter der Leserschaft, wandte sich das Magazin eher an konservative Gesellschaftsgruppen, wirtschaftlich erfolgreiche Leserschichten und welche, die zum Bildungsbürgertum zu zählen sind. Aufmerksamkeit erhielten ebenso die beißenden Kritiken an der US-amerikanischen Filmindustrie, der Fernsehmoderatorin Erika Berger „Kleinbürgerliche Bettgeschichten“, Juli/August 1990), den Zweiten Bürgermeister und Kultursenator der Freien und Hansestadt Hamburg Ingo von Münch („Die Erkenntnis“, Juli/August 1990), Christa Block („Mäzenatentum halb durch“, Juli/August 1990), Hella von Sinnen (Juli/August 1992), harsche Verrisse der Hamburger Luxushotels, des Schmidt Theater oder die sehr anspruchsvollen Vorstellungen von bildenden Künstlern, ihrer Werke und Inhalte, u. a. Anselm Kiefer (Mai/Juni 1991), Jan Fisar, Ilja Bìlek, Roman Landau (März/April 1990), August Ohm ((Mai/Juni 1992), Tibor Gáll (Mai/Juni 1992), von denen einige zu weltweitem Ruhm gelangten.
Großes Lob erhielten die unkonventionell von François Maher Presley geführten Interviews, so zum Beispiel mit Domenica Niehoff („Ich bin auch nur ein Mensch“, Mai/Juni 1990), der Europaabgeordneten Christa Randzio-Plath („Ich würde mir wünschen, dass man mehr Rücksichtnahme und Toleranz lebt…“, Juli/August 1992), dem Minister für Kultur und Bildung der Republik Ungarn Bertalan Andásfalvy (September/Oktober 1991) oder der Chefreporterin der Bild Ute Daum-Stummer (Mai/Juni 1992).
Für das Nord-Magazin schrieben als Gastautoren u. a. Norbert Döhring (Umweltsenator in Lübeck), der Hamburger Wirtschaftssenator Wilhelm Rahlfs, Bürgerschaftspräsident Martin Willich, Hermann Schnabel, Botschafter Ungarns Stojan Stalew, Hamburgs Kultursenatorin sowie Staatsministerin im Bundeskanzleramt Christina Weiss, Klaus Francke, Klaus Lattmann, Vorsitzenden der Türkei-EG Kommission und Tourismus-Minister der Republik Türkei Bülent Akarcali, die Landesvorsitzende der Hamburger SPD Traute Müller oder Peter Zumkley. Zur Redaktion gehörten neben Michael Haller, Hans Eppendorfer, François Maher Presley auch der Kulturanthropologe Matthias H. Rauert, der Journalist Thomas Röbke oder die Kunsthistorikerin Katrin Zschirnt.
Die Unwirtschaftlichkeit des Nord-Magazins und die mehr und mehr vorhandene inhaltliche Ähnlichkeit zum Magazin „Kultur in Hamburg“ führten nicht allein zur Fusion der zwei unterschiedlichen Verlage, sondern auch zur Zusammenführung der Magazine im September 1992, dem 4. Jahr der Herausgabe des Nord-Magazins und dem 22. Jahr des Bestehens des Magazins „Kultur in Hamburg“. Die äußere Form und die große Zahl an Kulturveranstaltungshinweisen wurde von „Kultur in Hamburg“ übernommen, das eine große Zahl an Abonnenten mitbrachte, die anspruchsvolle Redaktion durch das „Nord-Magazin“ für Kultur, Politik und Wirtschaft eingebracht und im Magazin auch unter diesem Namen noch einige Jahre so benannt.

### Hamburger Jugendmagazin
Zu Beginn 1990 wurde von François Maher Presley das „Hamburger Jugendmagazin“ ins Leben gerufen, dass im Verlag seines Chefredakteurs Thomas Röbke viermal jährlich in großer Auflage erschien und an verschiedenen Hamburger Schulen kostenlos verteilt wurde. Dabei handelte es sich um ein modernes, DIN A4formatiges Heft mit 38 Seiten, dass sich besonders jugendlicher Themen widmete. Dieses ursprünglich als zeitlich begrenztes Schülerprojekt durchgeführte Magazin diente Jugendlichen, unter der Aufsicht von Redakteuren und Journalisten der „Nord-Magazin Verlagsgesellschaft mbH“ eine Ausbildung zu machen und zu erkennen, ob sie sich eine Zukunft als Autoren oder Journalisten vorstellen könnten. Aufgrund des großen Erfolges jedoch, wurde es nach zwei Jahren und der Gründung der „Kultur in Hamburg Verlagsgesellschaft mbH“ von dieser übernommen und weitere zwei Jahre fortgeführt.

### Kunsthandel
In den Jahren 1988 bis 2005 wurde die Präsentation und der Handel mit Kunst zu einem wichtigen Bestandteil des Angebotes von in-Cultura.com und den Vorgängergesellschaften und ergänzte das Angebot eines Kulturmagazins, einer Theaterkasse und der Buchproduktion, half aber auch gleichzeitig, junge Künstler zu fördern und zu unterstützen. So entstanden 70 Ausstellungen, die besonders – wegen ihrer Konzeption – in Hamburgs Norden und den angrenzenden Regionen viel Aufmerksamkeit erregten, darunter
- „Gertraud Wendlandt Zeichnungen und Plastiken“ im Möbelhaus Hannelore Greve, 1991;
- „Antoni Tàpies Mauer der Melancholie“ im Torhaus Wellingsbüttel, 1995;
- „Multipler Sinn und Sinnlichkeit“ Neue Bildhauerkunst aus Simbabwe und die Malerin Helga Rost-Haufe im Torhaus Wellingsbüttel, 1995;
- „Den Körper im Blick“ in der Galerie differente, Anne Moerchen, 1995;
- „Kunst unter 1000“ im Torhaus Wellingsbüttel, 1995;
- „Joseph Beuys und Arbeiten von Peter Reitberger“ im Torhaus Wellingsbüttel, 1997;
- „Zeitgeschehen“ im Torhaus Wellingsbüttel, 1997;
- „Otto Quirin Zeichnung, Malerei und Collagen“ im Torhaus Wellingsbüttel, 1997;
- „Salvador Dalí Das Universum eines Genies“ im Torhaus Wellingsbüttel, 1997;
- „Informelles Stelldichein mit Platzhirschen – Pop Art Arbeiten von Rinaldo Hopf“ im Forum Alstertal, 2000[1]
- „Traditionelle und moderne Kunst und Kultur aus West-Afrika“ im Forum Alstertal, 2001[1]
- „Fest der Kultur“ im Forum Alstertal, 2001;
- „Malam Indonesia“ im Forum Alstertal, 2003;[1]
- „Brücke zwischen den Künsten“, Sammlung „Kultur in Hamburg“ im Forum Alstertal, 2005;
- „Ein ganzes Leben Iris Rousseau“ im Forum Alstertal, 2005;

## Buchproduktion

### Reiseliteratur
Im Laufe der Jahre veranstaltete die Gesellschaft für ihre Leser sogenannte Lesereisen u. a. nach Prag, St. Petersburg, Wien oder New York. Deren Beliebtheit führte im Ergebnis zur Idee, Reiseliteratur zu publizieren. Ungewöhnlich ist dabei die Serie „Andere Länder und Kulturen“, bei der es inhaltlich nicht allein um ein Land, einen Ort oder eine Kultur geht, sondern der Autor bis zu 20 von ihm besuchte Stationen hintereinander weg beschreibt. Zusammen wurden im Laufe der Jahre und Folgen über 140 Stationen vorgestellt. Einigen Publikationen gelang eine gewisse Marktstellung, so den Bänden „Akwaaba – Willkommen in Ghana“. „Waldheim in Mittelsachsen“ oder „Mystisches Marrakesch“.

### Belletristik
Diese Sparte umfasst bei in-Cultura.com die Breite von Liebesgedichten über Kochbücher bis hin zu literarischen Werken.

### Sachbücher
Aufgrund der vielen Beiträge in den verschiedenen Periodika entschloss man sich, auch Sachbücher zu verlegen. Dazu gehören Bände wie „Mit Deutschland im Wandel“. „Islam und Deutschland“, aber auch Bücher mit historischem Anspruch wie „Wellingsbüttel gestern und heute“ oder „Höfische Reglements und Lustbarkeiten. Die Besuche von Caroline Mathilde und Christian VII. in Hamburg und Holstein“.

### Kunst und Geschichte
in-Cultura.com macht es sich zur Aufgabe, Werke zu publizieren, die auf dem Buchmarkt nur wenig Chancen haben, sich jemals zu rentieren, aber von einer gewissen kulturellen Bedeutung sind. Das betrifft Bände über das Leben und Wirken von Georg Philipp Telemann, Barthold Hinrich Brockes oder Pjotr Solomonowitsch Stoljarski. Dazu gehören beispielsweise Bände wie „Georg Philipp Telemann. Die Hamburger Jahre“, „Peter Stoljarskij. Der Violin-Pädagoge und seine Fabrik der Talente in Odessa“. Daneben verlegt in-Cultura.com auch Kunstkataloge oder Bücher, die sich mit dem Werk eines einzelnen Künstlers beschäftigen.

### Soziales Engagement
700 Schülerinnen und Schüler im Hamburger Stadtteil Sasel wurde unter pädagogischer Begleitung ein gemeinsamer Theaterbesuch im Hamburger Schauspielhaus ermöglicht; Finanzierung von Theater- und Konzertkarten über 40 Jahre für tausende von Personen aus wirtschaftlich schwachen Haushalten; Förderung der „Elefantengruppe“ in Hamburg-Steilshoop, Förderung des CVJM in St. Georg in Hamburg, Förderung des Vereins „Neue Brücken“, der sich um Tschernobyl-Kinder bemühte, Waldheimer Schulen mit Schulbüchern u. a.

### Finanzielle Fördermaßnahmen
Seit der Gründung von „Kultur aktuell – Verein zur Förderung des kulturellen Lebens in Hamburg“ bis zur heutigen in-Cultura.com GmbH wurden u. a. folgende Institutionen mit hohen Spendengeldern bedacht: Hamburger Telemann-Gesellschaft für die Durchführung der „Bockes-Tage“ in der Hauptkirche St. Jacobi und für die Wiederaufführung der vollständigen „Hamburger Admiralitätsmusik“ von Georg Philipp Telemann in der Hamburger Laeiszhalle; Freie und Hansestadt Hamburg mit dem Ankauf eines Gemäldes von dem Hamburger Künstler Otto Quirin für das Rathaus der Hansestadt, Museum für Hamburgische Geschichte für die Einrichtung eines dortigen Museumsshops und für den Aufbau der Ausstellung „Juden in Hamburg“; Museum für Kunst und Gewerbe für den Aufbau der Fotoabteilung; Sängerakademie Hamburg zum Ausgleich der Haushaltskürzungen durch die Kulturbehörde der Freien und Hansestadt Hamburg und die Stiftung eines Musicalpreises, der als Stipendium zu verwenden war; die Hamburger Aids-Hilfe „Verein BigSpender“; die „Justus Brinkmann Gesellschaft“ in Hamburg; das „Theater im Zimmer“; das „Theater für Kinder“, das „Theater Imago“; das „Kellertheater“ oder „The English Theatre of Hamburg“, den „Förderverein zur Sanierung der Stadtkirche St. Nicolai zu Waldheim“.

### Förderung bildender Künstler
Im Laufe der bald 50-jährigen Geschichte des „Projektes“ in-Cultura.com und bis heute förderte es bis heute mehr als 150 bildende Künstler durch Ausstellungen, finanzielle Zuschüsse, Ankäufe oder Publikationen. Dazu gehören u. a. Bernhard G. Lehmann, Peter Reitberger, Gertraud Wendlandt, Otto Quirin, Künstler der Glasgalerie in Hittfeld, Ekkehart Stark.

### Förderung von Stiftungen
Die in-Cultura.com GmbH bleibt ihrer langen Geschichte und ihrem auf Kunst und Kultur basierendem Anspruch treu und fördert heute u. a. die „Telemann-Stiftung“ in Hamburg ebenso, wie die „François Maher Presley Stiftung für Kunst und Kultur“ durch finanzielle Zuwendungen oder die Produktion von Drucksachen, um deren satzungsgemäßen Aktivitäten in die Breite zu tragen oder zu unterstützen und die Mittelsächsische Theater und Philharmonie gGmbH auf gleiche Weise.